# Carlos Filipe de Orleães

Brasão de armas dos príncipes Francisco de Borbón y Escasany, duque de Sevilha e Charles-Philippe d'Orléans, duque de Anjou.

Carlos Filipe Maria Luís de Orleães (em francês: Charles-Philippe Marie Louis d’Orléans) (Paris, 3 de Março de 1973), é filho do príncipe Miguel José de Orléans, filho da França e conde de Evreux, e de Béatrice Pasquier de Franclieu.
Ostenta o título de cortesia de duque de Anjou e é um descendente directo do rei Luís Filipe I de França, último monarca de França da Casa de Bourbon pelo ramo cadete da Casa de Orléans.

## Educação e carreira
Carlos Filipe passou a infância e parte da sua adolescência na Espanha, onde os seus pais foram criados desde 1973. Estudou em Madrid. O ensino secundário foi realizado na França, no Colégio de Juilly e depois, na escola de ensino médio Carlos Magno, em Paris.
Após o seu bacharelato, Carlos estudou Ciência Política e Relações Internacionais, na França e na Suíça. Após se graduar, ele começou a sua carreira no Alto Comissariado das Nações Unidas para os Refugiados (ACNUR) e a sua primeira missão foi realizada durante a crise no Ruanda de 1994. Foi um dos responsáveis pela imprensa e da criação de infra-estruturas logísticas em campos de refugiados em Kigali.
Militar de carreira há mais de oito anos, trabalhou na Direcção de Relações Externas e foi nomeado chefe oficial de imprensa no Ministério da Defesa.
Em 2001, Carlos recebeu o posto de adido de imprensa da Presidência francesa da União Europeia para o Ministério dos Negócios Estrangeiros. Depois, em 2002, deixou o Departamento de Defesa e após ter-se pós-graduado em CELSA, participou na criação de um organismo consultivo de estudos na área da inteligência comercial e político-militar, em Neuilly-sur-Seine.

## Caridade
Em 2006, Carlos criou a Fundação Saint-Lazare, ligada à ordem do mesmo nome e financiada pela Sociedade Mundial, um think tank internacional cuja missão, inspirada pelo conde de Paris, é o de racionalizar a utilização da água.
Ele é também o fundador da associação Hannusia e padrinho da Associação Vesna Primavera da Ucrânia (criada pela cantora Ouliana Tchaïkowski), cujo objetivo é o de angariar fundos para a compra, entre outras coisas, de medicamentos e equipamento cirúrgico para os dois hospitais para as crianças vítimas da catástrofe de Chernobil, na cidade de Lviv.

## Vida pessoal
Em 21 de junho de 2008, em Évora, casou com Diana Álvares Pereira de Melo, alegada representante do título de 11.ª Duquesa de Cadaval, e prima distante do Duque de Bragança, na Sé Catedral de Évora.
A única filha do casal, Isabelle de Orléans, nasceu no dia 22 de fevereiro de 2012, em Lisboa. O nome foi-lhe concedido em homenagem à sua bisavó, a princesa Isabel de Orléans e Bragança, condessa de Paris. O padrinho da criança foi o então Príncipe Filipe de Espanha.
Em 2022, foi anunciado o divórcio de Diana de Cadaval e Charles-Philippe d'Orléans.
Em março de 2023, foi anunciado o seu noivado com Naomi-Valeska Kern, viúva do estilista alemão Otto Kern.
Em 9 de setembro de 2023, Carlos Filipe casou com Naomi-Valeska numa cerimónia civil.